# Metropolia Bukavu
Metropolia Bukavu – jedna z 6 metropolii kościoła rzymskokatolickiego w Demokratycznej Republice Konga. Została ustanowiona 10 listopada 1959.

## Diecezje
- Archidiecezja Bukavu
  - Diecezja Butembo-Beni
  - Diecezja Goma
  - Diecezja Kasongo
  - Diecezja Kindu
  - Diecezja Uvira

## Metropolici
- Louis van Steene (1959-1965)
- Aloys Mulindwa Mutabesha Mugoma Mweru (1965-1993)
- Sługa Boży Christophe Munzihirwa Mwene Ngabo (1995-1996), uprowadzony i torturowany został zamordowany 29 października 1996[1]
- Emmanuel Kataliko (1997-2000)
- Charles Kambale Mbogha (2001-2005)
- François-Xavier Maroy Rusengo (od 2006)